# عروس الساحر
عروس الساحر (باليابانية: 魔法使いの嫁، بالروماجي: Mahō Tsukai no Yome) مانغا خيال شونن يابانية من تأليف ورسم كوري يامازاكي. تسلسلت لأول مرة في 2013 في مجلة كوميك بلايد وانتقلت بعدها إلى مجلة كوميك غاردِن في 2014. لدى السلسلة حتى الآن ست مجلدات. حصلت المانغا على سلسلة حلقات انمي (أوفا) مكونة من 3 حلقات، عُرضت وطُرحت حلقتين منها وستُعرض الحلقة الثالثة والأخيرة في 9 أيلول 2017. وقد أعلن ايضاً عن حصول المانغا على مسلسل أنيمي من إنتاج ستديو ويت سيعرض في تشرين الأول 2017.

## القصة
عاشت هيتوري تشيسي حياة مليئة بالعنف والإهمال وخالية من أي حب ودفء العائلة. وهي على مشارف أن تفقد الأمل كُلياً حتى يأتي رجلاً برأس مسخ وبقوى غريبة ليشتريها من مزاد العبيد ومن هنا تتغير حياتها تماماً.
هذا الرجل هو ساحر بقوى عظيمة ويقرر أن يعتق تشيسي من قيود العبودية. ومن ثُم يعرب عن نيته الجريئة في جعل تشيسي متدربة لديه وزوجته!

## الشخصيات
- تشيسي هاتوري (باليابانية: 羽鳥チセ)

مؤدي الصوت: أتسومي تانيزاكي.
- إيلياس (باليابانية: エリアス)

مؤدي الصوت: ريوتا تاكيوتشي.
- روث (باليابانية: ルツ)

مؤدي الصوت: كوكي أوتشياما.
- سيلفر (باليابانية: シルキー)

مؤدي الصوت: أيا إندو.

## طاقم العاملين
- إخراج وكتابة: نوريهيرو ناغانوما.[5]
- تصميم شخصيات الانمي: هيروتاكا كاتو.[5]
- موسيقى: جونيتشي ماتسوموتو.[5]

## الحلقات
| رقم الحلقة                                                                   | عنوان الحلقة                                                                            | تاريخ العرض الأصلي |
| ---------------------------------------------------------------------------- | --------------------------------------------------------------------------------------- | ------------------ |
| 1                                                                            | «أولئك الذين ينتظرون نجمًا: الجزء الاول» "Hoshi Matsu Hito: Zenpen" (星待つひと：前篇)   | 10 أيلول 2016      |
| 2                                                                            | «أولئك الذين ينتظرون نجمًا: الجزء الثاني» "Hoshi Matsu Hito: Chuuhen" (星待つひと：中篇) | 10 آذار 2017       |
| تجد تشيسي مكتبةً يديرها شابٌ يدعى ميورا، ويسمح لها بالقدوم إليها متى ما أرادت. |                                                                                         |                    |
| 3                                                                            | «أولئك الذين ينتظرون نجمًا: الجزء الثالث» "Hoshi Matsu Hito: Kouhen" (星待つひと：後篇)  | 9 أيلول 2017       |

## الجوائز والترشيحات
| قائمة الجوائز والترشيحات | قائمة الجوائز والترشيحات | قائمة الجوائز والترشيحات | قائمة الجوائز والترشيحات | قائمة الجوائز والترشيحات | قائمة الجوائز والترشيحات |
| السنة                    | الجائزة                  | الفئة                    | المستلم                  | النتيجة                  | م.                       |
| ------------------------ | ------------------------ | ------------------------ | ------------------------ | ------------------------ | ------------------------ |
| 2024                     | جوائز كرانشي رول للأنمي  | أفضل أنمي خيالي          | عروس الساحر              | رُشِّح                      | [ 6 ]                    |

## وصلات خارجية
- الموقع الرسمي للأنيمي

عروس الساحر على موقع ميوزك برينز (الإنجليزية)
- عروس الساحر على موقع ANN manga (الإنجليزية)